# Challenger de Calcuta 2015
El torneo State Bank of India ATP Challenger Tour 2015, fue un torneo profesional de tenis. Perteneció al ATP Challenger Tour 2015. Se disputó su 1ª edición sobre superficie dura, en Calcuta, India entre el 23 de febrero al 1 de marzo de 2015.

## Jugadores participantes del cuadro de individuales
| Favorito | País                 | Jugador               | Rank1 | Posición en el torneo |
| -------- | -------------------- | --------------------- | ----- | --------------------- |
| 1        | Bandera de Australia | James Duckworth       | 112   | FINAL                 |
| 2        | Bandera de Rusia     | Alexander Kudryavtsev | 129   | Cuartos de final      |
| 3        | Bandera de Bélgica   | Ruben Bemelmans       | 144   | Semifinales           |
| 4        | Bandera de la India  | Somdev Devvarman      | 153   | Primera ronda         |
| 5        | Bandera de Australia | Luke Saville          | 161   | Primera ronda         |
| 6        | Bandera de Moldavia  | Radu Albot            | 165   | CAMPEÓN               |
| 7        | Bandera de Australia | Alex Bolt             | 167   | Segunda ronda, baja   |
| 8        | Bandera de Bélgica   | Kimmer Coppejans      | 183   | Segunda ronda         |

- 1 Se ha tomado en cuenta el ranking del 16 de febrero de 2015.

### Otros participantes
Los siguientes jugadores recibieron una invitación (wild card), por lo tanto ingresan directamente al cuadro principal (WC):
- Jeevan Nedunchezhiyan
- Sanam Singh
- Sumit Nagal
- Prajnesh Gunneswaran

Los siguientes jugadores ingresan al cuadro principal tras disputar el cuadro clasificatorio (Q):
- Richard Becker
- Vijay Sundar Prashanth
- Kevin Krawietz
- Vinayak Sharma Kaza

## Campeones

### Individual Masculino
- Radu Albot derrotó en la final a  James Duckworth, 7–6(7–0), 6–1

### Dobles Masculino
- Somdev Devvarman /  Jeevan Nedunchezhiyan derrotaron en la final a  James Duckworth /  Luke Saville, walkover